# بوب إرليخ
بوب إرليخ (بالإنجليزية: Bob Ehrlich)‏ هو محامي ومقدم برامج إذاعية وسياسي أمريكي، ولد في 25 نوفمبر 1957 في الولايات المتحدة. حزبياً، نشط في الحزب الجمهوري.

## مناصب
- في انتخابات مجلس النواب الأمريكي 1994 [الإنجليزية]‏، انتخب عضو مجلس النواب الأمريكي عن دائرة Maryland's 2nd congressional district [الإنجليزية]‏ وقد انضم خلال فترته النيابية [الإنجليزية]‏ (4 يناير 1995 – 3 يناير 1997) للكتلة البرلمانية الحزب الجمهوري.
- في انتخابات مجلس النواب الأمريكي 1996 [الإنجليزية]‏، انتخب عضو مجلس النواب الأمريكي عن دائرة Maryland's 2nd congressional district [الإنجليزية]‏ وقد انضم خلال فترته النيابية [الإنجليزية]‏ (7 يناير 1997 – 3 يناير 1999) للكتلة البرلمانية الحزب الجمهوري.
- في انتخابات مجلس النواب الأمريكي 1998 [الإنجليزية]‏، انتخب عضو مجلس النواب الأمريكي عن دائرة Maryland's 2nd congressional district [الإنجليزية]‏ وقد انضم خلال فترته النيابية (6 يناير 1999 – 3 يناير 2001) للكتلة البرلمانية الحزب الجمهوري.
- في انتخابات مجلس النواب الأمريكي 2000 [الإنجليزية]‏، انتخب عضو مجلس النواب الأمريكي عن دائرة Maryland's 2nd congressional district [الإنجليزية]‏ وقد انضم خلال فترته النيابية [الإنجليزية]‏ (3 يناير 2001 – 3 يناير 2003) للكتلة البرلمانية الحزب الجمهوري.
- انتخب عضو مجلس النواب لولاية ماريلند (1987 – 1994).
- انتخب حاكم ماريلاند [الإنجليزية]‏ (15 يناير 2003 – 17 يناير 2007).
- انتخب عضو مجلس النواب الأمريكي (3 يناير 1995 – 3 يناير 2003).

## وصلات خارجية
- بوب إرليخ على موقع IMDb (الإنجليزية)
- بوب إرليخ على موقع إن إن دي بي (الإنجليزية)

- الموقع الرسمي